# Chiesa di San Sabino (Osimo)
La chiesa di San Sabino è un edificio religioso di Osimo; parrocchiale dell'omonima frazione.

## Storia
La frazione di San Sabino, posta ad est della città a circa 3 km dal centro storico, lungo la provinciale che conduce al limitrofo Castelfidardo, è nata circa nell'anno 1000 o forse anche prima; come documentato da alcuni appunti di storia locale. La costruzione della prima chiesa risale al 1037, ma soltanto nei primi anni del XVIII secolo e precisamente nel 1723 venne dichiarata parrocchia; come si può leggere anche dai primi documenti di matrimonio conservati negli archivi parrocchiali. Nel terzo weekend di giugno 2023 sono stati festeggiati i 300 anni dalla fondazione, con apposite celebrazioni eucaristiche ed eventi correlati.
Sin dalle sue antiche origini, è sempre stata consacrata a San Sabino di Spoleto; vescovo che operò per la conversione al cristianesimo dei pagani durante la persecuzione dei cristiani sotto Diocleziano. Martirizzato sotto lo stesso Diocleziano e Massimiano per essersi rifiutato di adorare il loro dio Giove.
La chiesa attuale è stata eretta nel 1939 su disegno dell'ingegner Benedetto Barbalarga, in sostituzione dell'antica; devastata dagli effetti della Grande guerra e situata in una posizione ritenuta poco sicura per il - seppur ridotto - traffico stradale. Non mancò infatti di essere teatro di disgrazie tra cui una bambina che, uscendo dalla chiesa, fu investita mortalmente da una vettura. L'edificio venne allora ricostruito, arretrandolo di molti metri dal bordo della strada. A sua volta subì danneggiamenti durante il secondo conflitto bellico, quindi restaurato e arricchito di balaustra. Fu consacrato il 21 agosto dell'anno mariano 1954.

## Descrizione

### Esterno
La chiesa sorge al centro della frazione, su di un ampio piazzale. La struttura dell'edificio è in muratura portante, con la facciata caratterizzata da un grande rosone inquadrato da una cornice in cui si alternano parti in mattoni e in pietra bianca. Il portale è circondato da un protiro a mattoni poggiante su due robuste colonne di marmo. Nella lunetta si trova un affresco della Madonna con la sottostante scritta dell'anno mariano di consacrazione della chiesa a caratteri romani. 

### Interno
L'interno è ad un'unica navata, terminante nell'abside semicircolare. Dietro l'altare, rialzato di due gradini, svetta la nicchia contenente la statua di San Sabino; inquadrata da due colonnine in marmo scuro e un arco a tutto sesto che sostiene le decorazione sovrastanti. 

Le due cappelle laterali ospitano le rispettive nicchie del Sacro Cuore di Gesù e della Madonna. Le pareti sono decorate in uno stile rimandante a quello bizantino, nei toni dell'oro e del blu, che riproduce lungo tutta la navata citazioni delle più classiche preghiere cristiane in latino. L'intera aula è illuminata da due lunghe finestre latistanti ed altre due sul presbiterio, affiancate alla statua di San Sabino. 

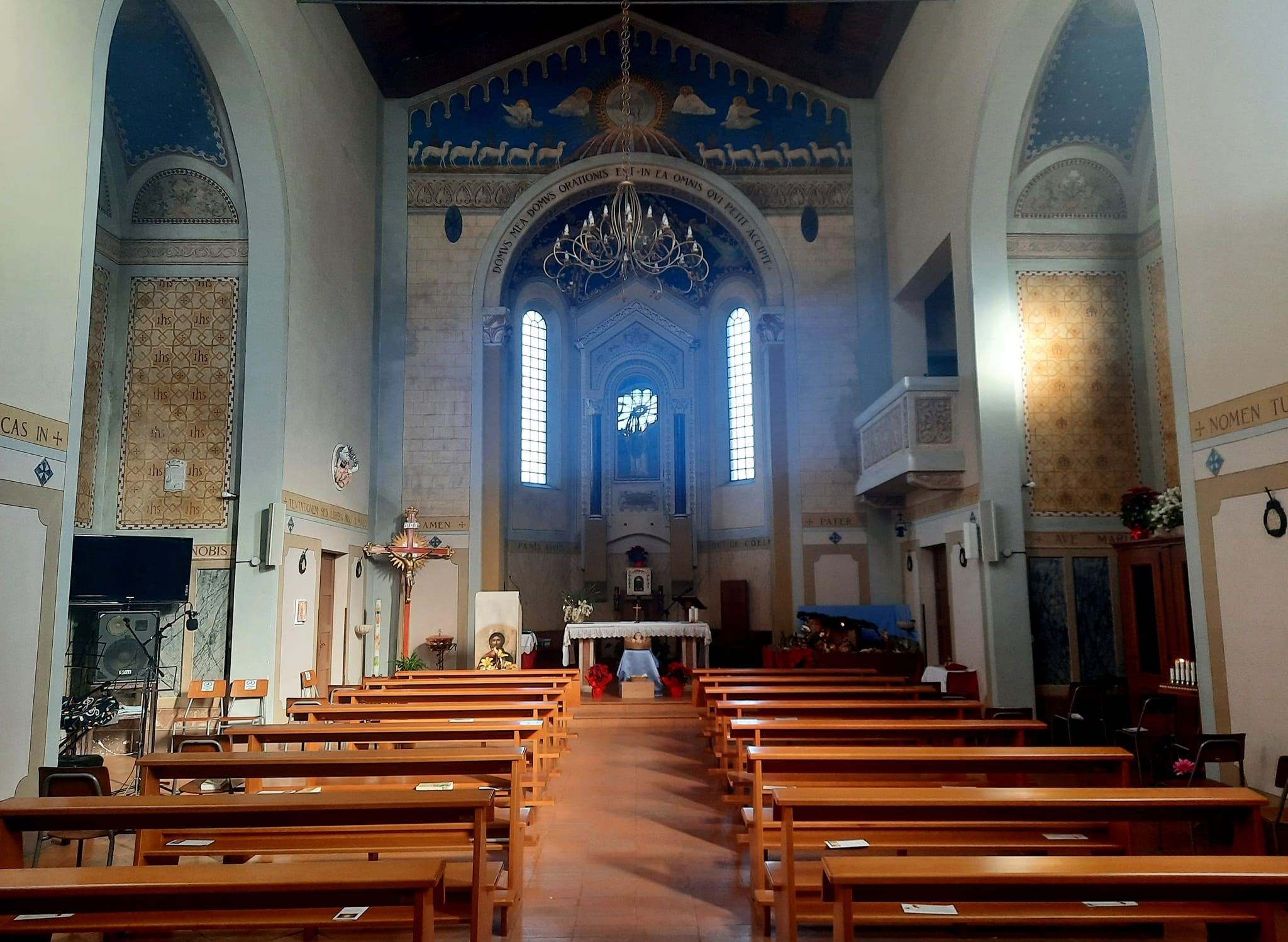
Interno della chiesa.

## Galleria d'immagini

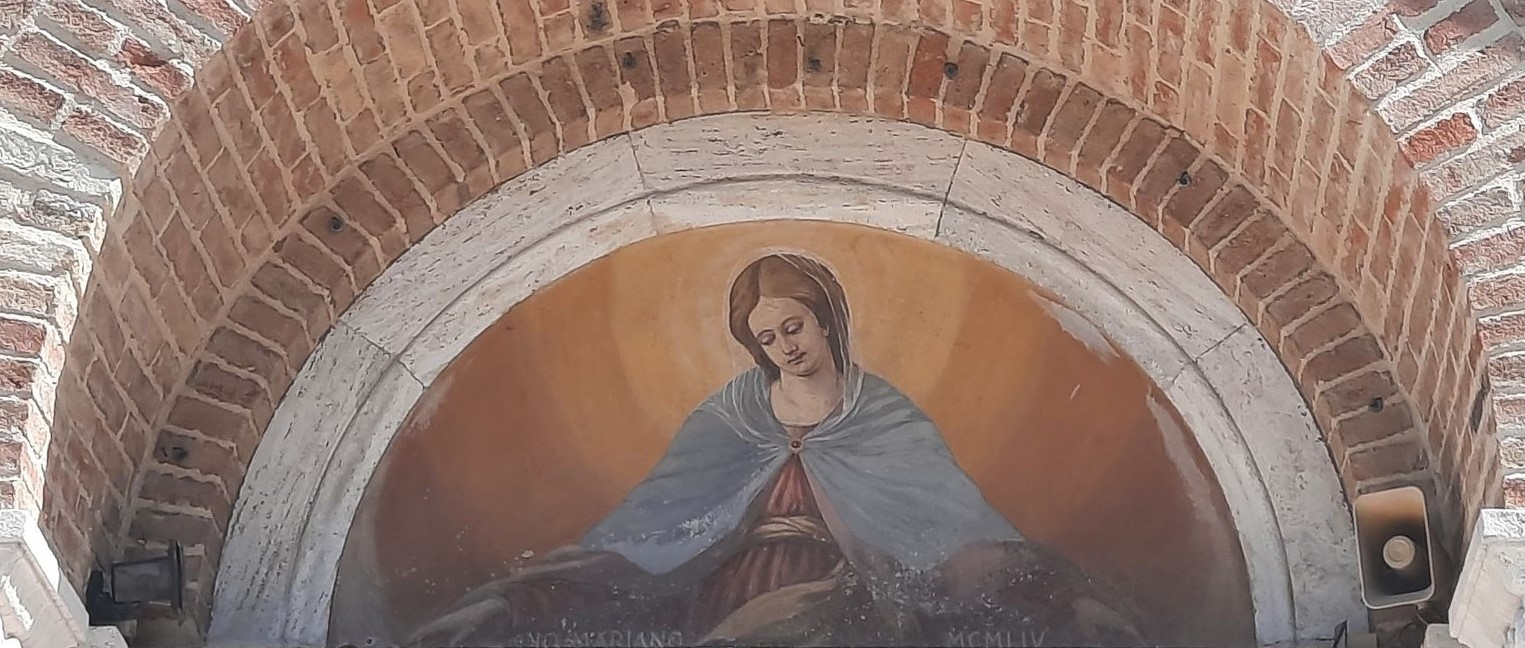
L'affresco nella lunetta del portale
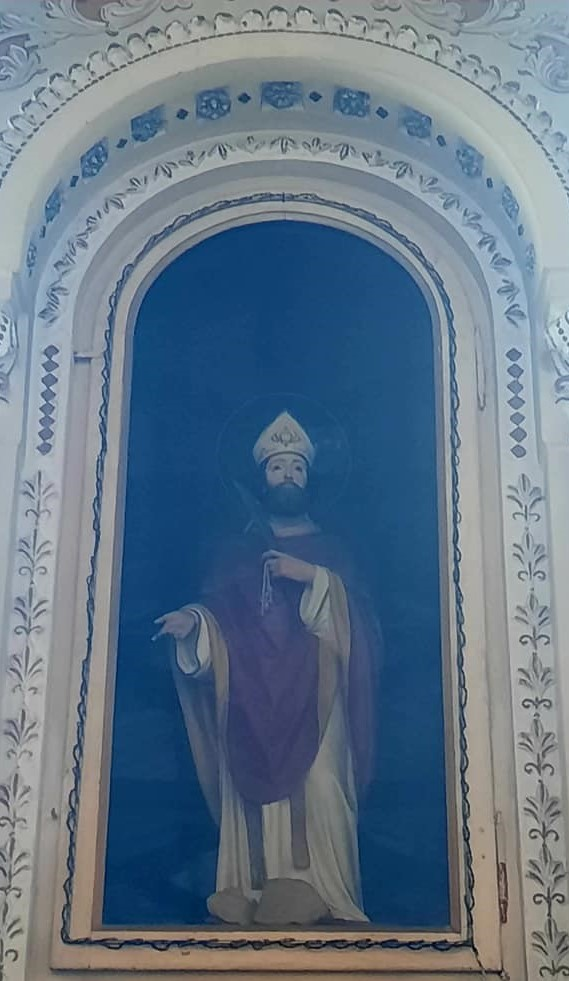
La nicchia absidale con la statua di San Sabino.